# Khúc côn cầu trên cỏ tại Đại hội Thể thao châu Á 1978
Nội dung thi đấu bộ môn Khúc côn cầu trên cỏ chỉ dành cho nam tại Đại hội Thể thao châu Á 1978 ở Bangkok, Thái Lan.

## Danh sách huy chương
| Nội dung | Vàng | Bạc | Đồng |
| -------- | --- | --- | --- |
| Nam      | Pakistan · Munir Bhatti · Rana Ehsanullah · Manzoor-ul-Hassan · Manzoor Hussain · Hanif Khan · Muhammad Saeed Khan · Saeed Ahmed Khan · Samiullah Khan · Nasim Mirza · Akhtar Rasool · Muhammad Shafiq · Shahnaz Sheikh · Saleem Sherwani · Islahuddin Siddiquee · Munawwaruz Zaman · Qamar Zia | Ấn Độ · Salim Abbasi · Vasudevan Baskaran · Pramod Batlaw · Sylvanus Dung Dung · Merwyn Fernandes · Olympio Fernandes · B. P. Govinda · Sukhbir Singh Grewal · Zafar Iqbal · Ashok Kumar · Victor Philips · Surjit Singh Randhawa · Allan Schofield · Ranbir Singh · Varinder Singh · Surinder Singh Sodhi | Malaysia · Sayuti Abdul Samat · K. Balasingam · Foo Keat Seong · Avtar Singh Gill · Updesh Singh Gill · Awtar Singh Grewal · Razak Leman · Len Oliveiro · K. T. Rajan · Ramakrishnan Rengasamy · V. Ravindran · Mohinder Singh · Savinder Singh · Tam Chiew Seng · Tam Kum Seng · Azraai Zain |

## Kết quả

### Vòng sơ loại

#### Bảng A
| Đội tuyển  | ST | T | H | B | BT | BB | HS  | Đ |
| ---------- | -- | - | - | - | -- | -- | --- | - |
| Pakistan   | 3  | 3 | 0 | 0 | 28 | 0  | +28 | 6 |
| Nhật Bản   | 3  | 1 | 1 | 1 | 5  | 2  | +3  | 3 |
| Thái Lan   | 3  | 0 | 2 | 1 | 2  | 11 | −9  | 2 |
| Bangladesh | 3  | 0 | 1 | 2 | 2  | 24 | −22 | 1 |

| 10 tháng 12 |

| Thái Lan | 2–2 | Bangladesh |
| -------- | --- | ---------- |
|          |     |            |

| Sân vận động quốc gia, Bangkok |

| 11 tháng 12 |

| Pakistan | 2–0 | Nhật Bản |
| -------- | --- | -------- |
|          |     |          |

| Sân vận động quốc gia, Bangkok |

| 12 tháng 12 |

| Nhật Bản | 5–0 | Bangladesh |
| -------- | --- | ---------- |
|          |     |            |

| Sân vận động quốc gia, Bangkok |

| 13 tháng 12 |

| Pakistan | 9–0 | Thái Lan |
| -------- | --- | -------- |
|          |     |          |

| Sân vận động quốc gia, Bangkok |

| 14 tháng 12 |

| Nhật Bản | 0–0 | Thái Lan |
| -------- | --- | -------- |
|          |     |          |

| Sân vận động quốc gia, Bangkok |

| 15 tháng 12 |

| Pakistan | 17–0 | Bangladesh |
| -------- | ---- | ---------- |
|          |      |            |

| Sân vận động quốc gia, Bangkok |

#### Bảng B
| Đội tuyển | ST | T | H | B | BT | BB | HS  | Đ |
| --------- | -- | - | - | - | -- | -- | --- | - |
| Ấn Độ     | 3  | 3 | 0 | 0 | 16 | 4  | +12 | 6 |
| Malaysia  | 3  | 2 | 0 | 1 | 11 | 5  | +6  | 4 |
| Sri Lanka | 3  | 1 | 0 | 2 | 4  | 8  | −4  | 2 |
| Hồng Kông | 3  | 0 | 0 | 3 | 2  | 16 | −14 | 0 |

| 10 tháng 12 |

| Malaysia | 6–0 | Hồng Kông |
| -------- | --- | --------- |
|          |     |           |

| Sân vận động quốc gia, Bangkok |

| 11 tháng 12 |

| Ấn Độ | 5–3 | Malaysia |
| ----- | --- | -------- |
|       |     |          |

| Sân vận động quốc gia, Bangkok |

| 12 tháng 12 |

| Hồng Kông | 2–3 | Sri Lanka |
| --------- | --- | --------- |
|           |     |           |

| Sân vận động quốc gia, Bangkok |

| 13 tháng 12 |

| Ấn Độ | 7–0 | Hồng Kông |
| ----- | --- | --------- |
|       |     |           |

| Sân vận động quốc gia, Bangkok |

| 14 tháng 12 |

| Malaysia | 2–0 | Sri Lanka |
| -------- | --- | --------- |
|          |     |           |

| Sân vận động quốc gia, Bangkok |

| 15 tháng 12 |

| Ấn Độ | 4–1 | Sri Lanka |
| ----- | --- | --------- |
|       |     |           |

| Sân vận động quốc gia, Bangkok |

### Vòng phân hạng
|  | Bán kết     | Bán kết    |                   |   | Trận tranh hạng 5 | Trận tranh hạng 5 |
|  |             |            |                   |   |                   |                   |
|  | 16 tháng 12 |            |                   |   |                   |                   |
|  |             |            |                   |   |                   |                   |
|  | Thái Lan    | 0          |                   |   |                   |                   |
|  | Thái Lan    | 0          | 18 tháng 12       |   |                   |                   |
|  | Hồng Kông   | 2          |                   |   |                   |                   |
|  | Hồng Kông   | 2          | Hồng Kông         | 1 |                   |                   |
|  | 16 tháng 12 |            | Hồng Kông         | 1 |                   |                   |
|  |             | Bangladesh | 0                 |   |                   |                   |
|  | Sri Lanka   | Bangladesh | 0                 | 0 |                   |                   |
|  | Sri Lanka   |            |                   | 0 |                   |                   |
|  | Bangladesh  | 1          |                   |   |                   |                   |
|  | Bangladesh  | 1          | Trận tranh hạng 7 |   |                   |                   |
|  |             |            |                   |   |                   |                   |
|  | 18 tháng 12 |            |                   |   |                   |                   |
|  |             |            |                   |   |                   |                   |
|  | Thái Lan    |            |                   |   |                   |                   |
|  |             |            |                   |   |                   |                   |
|  | Sri Lanka   |            |                   |   |                   |                   |

#### Bán kết
| 16 tháng 12 |

| Thái Lan | 0–2 | Hồng Kông |
| -------- | --- | --------- |
|          |     |           |

| Sân vận động quốc gia, Bangkok |

| 16 tháng 12 |

| Sri Lanka | 0–1 | Bangladesh |
| --------- | --- | ---------- |
|           |     |            |

| Sân vận động quốc gia, Bangkok |

#### Trận tranh hạng 7
| 18 tháng 12 |

| Thái Lan | – | Sri Lanka |
| -------- | - | --------- |
|          |   |           |

| Sân vận động quốc gia, Bangkok |

#### Trận tranh hạng 5
| 18 tháng 12 |

| Hồng Kông | 1–0 | Bangladesh |
| --------- | --- | ---------- |
|           |     |            |

| Sân vận động quốc gia, Bangkok |

### Vòng tranh huy chương
|  | Bán kết     | Bán kết |                       |   | Chung kết | Chung kết |
|  |             |         |                       |   |           |           |
|  | 17 tháng 12 |         |                       |   |           |           |
|  |             |         |                       |   |           |           |
|  | Pakistan    | 5       |                       |   |           |           |
|  | Pakistan    | 5       | 19 tháng 12           |   |           |           |
|  | Malaysia    | 2       |                       |   |           |           |
|  | Malaysia    | 2       | Pakistan              | 1 |           |           |
|  | 17 tháng 12 |         | Pakistan              | 1 |           |           |
|  |             | Ấn Độ   | 0                     |   |           |           |
|  | Ấn Độ       | Ấn Độ   | 0                     | 2 |           |           |
|  | Ấn Độ       |         |                       | 2 |           |           |
|  | Nhật Bản    | 0       |                       |   |           |           |
|  | Nhật Bản    | 0       | Tranh huy chương đồng |   |           |           |
|  |             |         |                       |   |           |           |
|  | 19 tháng 12 |         |                       |   |           |           |
|  |             |         |                       |   |           |           |
|  | Malaysia    | 2       |                       |   |           |           |
|  | Malaysia    | 2       |                       |   |           |           |
|  | Nhật Bản    | 1       |                       |   |           |           |

#### Bán kết
| 17 tháng 12 |

| Pakistan | 5–2 | Malaysia |
| -------- | --- | -------- |
|          |     |          |

| Sân vận động quốc gia, Bangkok |

| 17 tháng 12 |

| Ấn Độ | 2–0 | Nhật Bản |
| ----- | --- | -------- |
|       |     |          |

| Sân vận động quốc gia, Bangkok |

#### Tranh huy chương đồng
| 19 tháng 12 |

| Malaysia | 2–1 | Nhật Bản |
| -------- | --- | -------- |
|          |     |          |

| Sân vận động quốc gia, Bangkok |

#### Chung kết
| 19 tháng 12 |

| Pakistan | 1–0 | Ấn Độ |
| -------- | --- | ----- |
|          |     |       |

| Sân vận động quốc gia, Bangkok |